# Volkswagen Passat B5
La Volkswagen Passat B5 commercialisée à partir de 1996 est une petite révolution pour Volkswagen. Sa plate-forme PL45 est partagée avec la première génération Typ 8D d'Audi A4, qui a été dévoilée 2 ans plus tôt, avec une implantation de moteur longitudinale. Le style de la voiture change, et de nouvelles évolutions technologiques apparaissent. Les travaux aérodynamiques ont donné à la Passat B5 un coefficient de traînée de 0,27 (modèle berline). Les motorisations évoluent également, permettant de viser une clientèle effectuant beaucoup de kilomètres sur l'autoroute notamment. De plus, les nouvelles motorisations TDI apparaissent et deviennent très fiables. En effet, certains modèles peuvent atteindre sans problème 500 000 kilomètres, voire plus. Le moteur le plus vendu sur ce véhicule est le 1.9 TDI 110 : un moteur fiable, faible en consommation et avec beaucoup d'agrément de conduite.
Par rapport à la Passat B4, la B5 prend en longueur, en largeur, et de l'empattement. Le coffre également est bien plus grand qu'auparavant, pour atteindre les 470 litres.
Ce véhicule s'étale sur des puissances allant de 90 (1.9 TDI) à 275 ch (4.0 W8), essence et diesel confondus.
La voiture était dotée d'une suspension avant à quatre bras entièrement indépendants; et une barre de torsion semi-indépendante à l'arrière pour les modèles à traction avant ou une suspension entièrement indépendante sur les modèles Syncro à 4 roues motrices. Les 4 roues motrices ont été introduites en 1997 en option pour les moteurs 1,8 L, 2,8 L V6, 1,9 L TDI, 2,0 L TDI et 2,5 L V6 TDI, utilisant un différentiel Torsen T-2 de deuxième génération pour minimiser la perte de traction.
Le moteur à essence 1,8 litre de la Passat et de l'Audi A4 a une capacité d'huile inférieure à celle des applications transversales du même moteur, et peut en conséquence souffrir de problèmes de solidification d'huile s'il n'est pas vidangé à des intervalles réguliers avec une huile synthétique.
Quatre options de transmission étaient disponibles : une transmission manuelle à 5 vitesses, une transmission manuelle à 6 vitesses (nom de code 01E), une transmission automatique à 4 vitesses classique et une transmission automatique tiptronic à 5 vitesses.
En 1998, Volkswagen utilisa une Passat phase 1 comme placement de produit pour le film Les Visiteurs 2, remplaçant la Safrane du premier film.

## Motorisations

### Motorisations essence
| Moteur            | Type moteur        | Type                       | Sur- alimentation     | Cylindrée | Boite de vitesses (référence)                      | Puissance (kW) | Puissance (ch)        | Couple (N m)             | Alésage (mm) | Course (mm) | Accélération 0 à 100 km/h (s) | Vitesse maximum (km/h) | Consommation urbaine / mixte (L/100 km) | Disponibilité           |
| 1.6               | ADP, AHL, ARM, ANA | 4 cylindres en ligne - 8S  | –                     | 1 595 cm3 | BVM 5 012 DHC/DCM                                  | 74             | 100 ch à 5 300 tr/min | 140 à 3 800 tr/min       | 81           | 77,4        | 14,7 12,7                     | 192 185                | 11,6 / 8,3 / 6,3                        | 1996 – 2000 2000 – 2005 |
| 1.6               | ALZ                | 4 cylindres en ligne - 8S  | –                     | 1 595 cm3 | BVA 4 01N DFG/DMU                                  | 75             | 102 à 5 600 tr/min    | 148 à 3 800 tr/min       | 81           | 77,4        |                               |                        |                                         |                         |
| 1.8               | ADR, APT, AVV, ARG | 4 cylindres en ligne - 20S | –                     | 1 781 cm3 | BVM 5 (01A)                                        | 92             | 125 à 5 800 tr/min    | 173 à 3 950 tr/min       | 81           | 86,4        | 11.1                          | 206                    | 12.2 / 8.5                              | 1996 – 2000             |
| 1.8               | ADR, APT, AVV, ARG | 4 cylindres en ligne - 20S | –                     | 1 781 cm3 | BVA 4 01N DFG/DMU                                  | 92             | 125 à 5 800 tr/min    | 173 à 3 950 tr/min       | 81           | 86,4        | 12.7                          | 201                    | 12,3 / 8,6                              | 1996 – 2000             |
| 1.8 T             | AEB, APU, ANB, AWT | 4 cylindres en ligne - 20S | 1 Turbo + Intercooler | 1 780 cm3 | BVM 5 (012/01W) BVM 5 (01A) - 4 motion BVA 4 (01N) | 110            | 150 à 5 700 tr/min    | 210 à 1 750–4 600 tr/min | 81           | 86,4        | 9,2                           | 221                    | 11,4 / 8,2                              | 1996 – 2005             |
| 2.0               | AZM                | 4 cylindres en ligne - 8S  | –                     | 1 984 cm3 | BVM 5 (012/01W) BVA 5 (01V)                        | 85             | 115 à 5 400 tr/min    | 172 à 3 500 tr/min       | 82,5         | 92,8        |                               |                        |                                         | 2000 – 2005             |
| 2.0               | AZU, AUS, AVA      | 4 cylindres en ligne - 8S  | –                     | 1 984 cm3 | BVM 5 BVA 4                                        | 87             | 120 ch à 5 600 tr/min | 175 à 2 600 tr/min       | 82,5         | 92,8        | 11.3                          | 196                    |                                         | 1999–2000               |
| 2.0               | ALT                | 4 cylindres en ligne - 20S | –                     | 1 984 cm3 | BVM 5                                              | 96             | 130 ch à 5 700 tr/min | 195 à 3 300 tr/min       | 82,5         | 92,8        | 9.9                           | 210                    | 11.5 / 8                                | 2001 – 2005             |
| 2.3 V5 (VR5)      | AGZ                | 5 cylindres en VR - 10S    | –                     | 2 324 cm3 | BVM5 012 DRE/DHN                                   | 110            | 150 ch à 6 000 tr/min | 200 à 3 200 tr/min       | 81           | 90,2        | 8.9                           | 223                    | 13.5 / 9.6 / 7.4                        | 1997 – 2000             |
| 2.3 V5 (VR5)      | AGZ                | 5 cylindres en VR - 10S    | –                     | 2 324 cm3 | BVA 5 01V DEP/DSS                                  | 110            | 150 ch à 6 000 tr/min | 200 à 3 200 tr/min       | 81           | 90,2        | 10,7                          | 214                    | 13,5 / 9,7 / 7,5                        | 1997 – 2000             |
| 2.3 V5 (VR5)      | AZX                | 5 cylindres en VR - 20S    | –                     | 2 324 cm3 | BVM 5 (012/01W) BVM 5 (01A)                        | 125            | 170 à 6 200 tr/min    | 225 à 3 200 tr/min       | 81           | 90,2        | 9.1                           | 228                    | 13.1 / 9.4                              | 2000 – 2003             |
| 2.3 V5 (VR5)      | AZX                | 5 cylindres en VR - 20S    | –                     | 2 324 cm3 | 4 motion BVA 5 (01V)                               | 125            | 170 à 6 200 tr/min    | 225 à 3 200 tr/min       | 81           | 90,2        | 9.6                           | 224                    | 13.6 / 9.6                              | 2000 – 2003             |
| 2.8 V6 (V6 à 90°) | ACK, APR, AMX      | 6 cylindres en V - 30S     | –                     | 2 771 cm3 | BVM 5 - 4 motion                                   | 142            | 193 ch à 6 000 tr/min | 280 à 3 200 tr/min       | 82,5         | 86,4        | 7.8                           | 238                    | 15.3 / 10.7                             | 1997 – 2005             |
| 4.0 W8            | BDN, BDP           | 8 cylindres en W - 32S     | –                     | 3 999 cm3 |                                                    | 202            | 275 ch à 6 000 tr/min | 370 N m à 2 750 tr/min   | 84           | 90,2        | 7.8                           | 250                    | 19.4 / 13.1                             | 2001 – 2004             |

### Motorisations diesel
Toutes les motorisations sont équipées d'un turbo et d'un intercooler.
| Moteur  | Type moteur | Type                      | Cylindrée | Boite de vitesses                                                     | Puissance (kW) | Puissance (ch)     | Couple (N m)                 | Accélération 0 à 100 km/h (s) | Vitesse maximum (km/h) | Consommation urbaine / mixte / extra urbaine (L/100km) | Disponibilité     |
| 1.9 TDI | AHU         | 4 cylindres en ligne - 8S | 1 896 cm3 |                                                                       | 66             | 90 à 4 000 tr/min  | 202 N m à 1 900 tr/min       |                               |                        |                                                        | 08 1996 - 08 2000 |
| 1.9 TDI | AHH         | 4 cylindres en ligne - 8S | 1 896 cm3 |                                                                       | 66             | 90 à 3 750 tr/min  | 210 N m à 1 900 tr/min       |                               |                        |                                                        | 05 1998 - 08 2000 |
| 1.9 TDI | AVB         | 4 cylindres en ligne - 8S | 1 896 cm3 | BVM 5 (012/01W) BVA 5 (01V)                                           | 74             | 100 à 4 000 tr/min | 250 N m à 1 900 tr/min       |                               |                        |                                                        | 02 2000 - 05 2005 |
| 1.9 TDI | AFN         | 4 cylindres en ligne - 8S | 1 896 cm3 |                                                                       | 81             | 110 à 4 150 tr/min | 235 N m à 1 900 tr/min       |                               |                        |                                                        | 03 1996 - 08 1999 |
| 1.9 TDI | AVG         | 4 cylindres en ligne - 8S | 1 896 cm3 |                                                                       | 81             | 110 à 4 150 tr/min | 235 N m à 1 900 tr/min       |                               |                        |                                                        | 08 1999 - 08 2000 |
| 1.9 TDI | AJM         | 4 cylindres en ligne - 8S | 1 896 cm3 |                                                                       | 85             | 115 à 4 000 tr/min | 285 N m à 1 900 tr/min       |                               |                        |                                                        | 01 1999 - 12 1999 |
| 1.9 TDI | ATJ         | 4 cylindres en ligne - 8S | 1 896 cm3 |                                                                       | 85             | 115 à 4 000 tr/min | 310 N m à 1 900 tr/min       |                               |                        |                                                        | 01 2000 - 08 2000 |
| 1.9 TDI | AVF         | 4 cylindres en ligne - 8S | 1 896 cm3 | BVM 6 (01E) BVA 5 (01V) BVM 5 (01A) - 4 motion                        | 96             | 130 à 4 000 tr/min | 310 à 1 900 tr/min           |                               |                        |                                                        | 10 2000 - 05 2005 |
| 1.9 TDI | AWX         | 4 cylindres en ligne - 8S | 1 896 cm3 |                                                                       | 96             | 130 à 4 000 tr/min | 285 N m à 1 900 tr/min       |                               |                        |                                                        | 10 2000 - 05 2005 |
| 2.0 TDI | BGW, BHW    | 4 cylindres en ligne - 8S | 1 968 cm3 |                                                                       | 100            | 136 à 4 000 tr/min | 320 N m à 1 900 tr/min       | 9,8                           | 211                    | 8,2 / 6,1 / 4,8                                        | 2003 – 2005       |
| 2.5 TDI | AFB         | 6 cylindres en V - 24S    | 2 496 cm3 |                                                                       | 110            | 150 à 4 000 tr/min | 310 à 1 400–3 200 tr/min     |                               |                        |                                                        | 08 1998 - 08 2000 |
| 2.5 TDI | AKN         | 6 cylindres en V - 24S    | 2 496 cm3 | BVM 6 (01E) BVA 5 (01V) BVM 5 (01A) - 4 motion BVA 5 (01V) - 4 motion | 110            | 150 à 4 000 tr/min | 310 à 1 400–3 200 tr/min     |                               |                        |                                                        | 05 99 - 05 2003   |
| 2.5 TDI | BDG         | 6 cylindres en V - 24S    | 2 496 cm3 |                                                                       | 120            | 161 à 4 000 tr/min | 310 N m à 1 500–3 000 tr/min |                               |                        |                                                        | 05 2003 - 05 2005 |
| 2.5 TDI | BDH BAU     | 6 cylindres en V - 24S    | 2 496 cm3 |                                                                       | 132            | 177 à 4 000 tr/min | 370 N m à 1 500–2 500 tr/min |                               |                        |                                                        | 01 2003 - 05 2005 |

## Passat B5.5 (restylage)

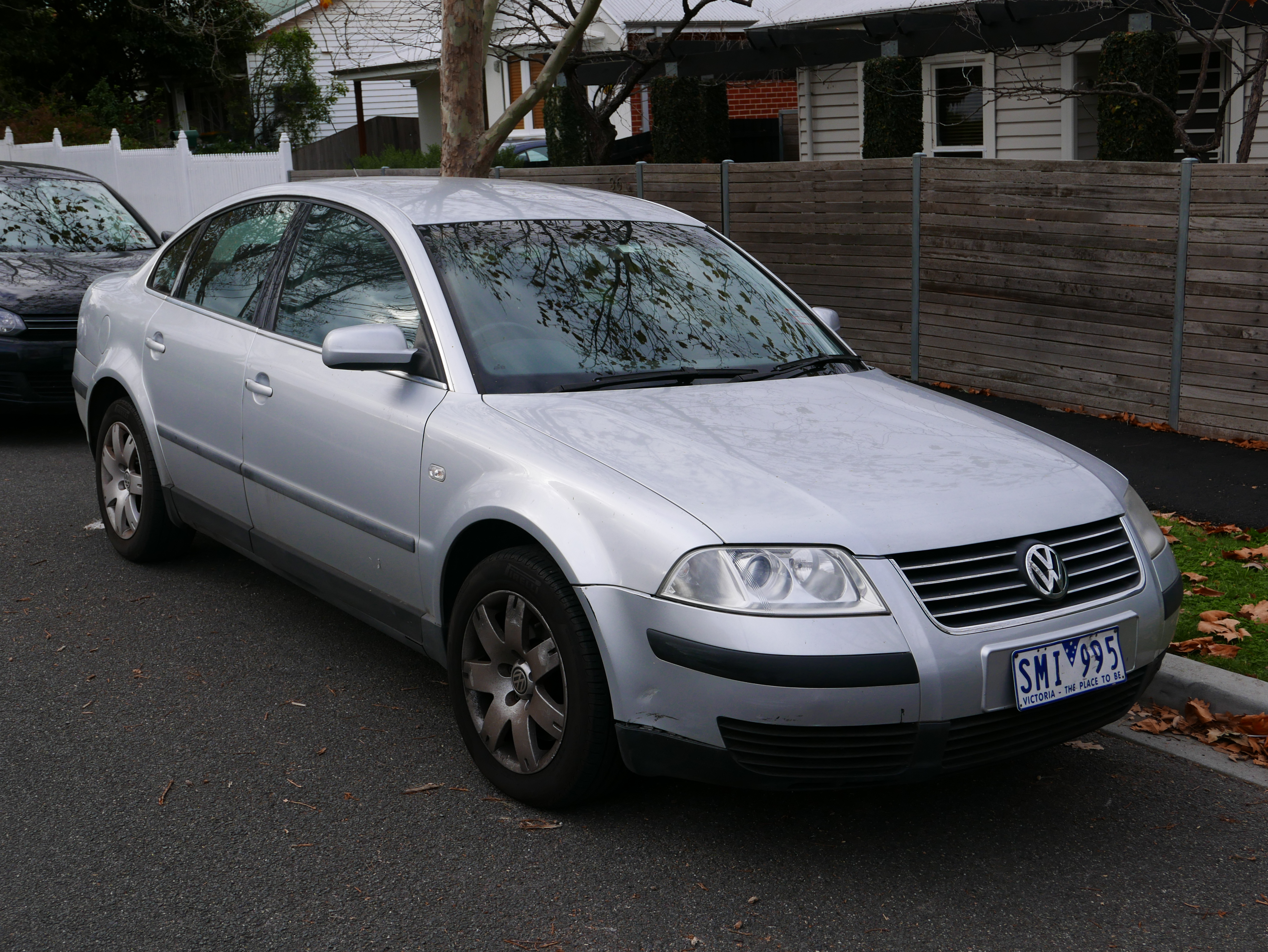
Passat B5.5.

### Version B5.5
Véhicule restylé en 2000. La Passat B5.5 est la même que la Passat B5, tout en apportant des éléments de style importants pour l'époque, avec des lignes plus courbes, et des améliorations technologiques, comme les phares xénon. L'intérieur du véhicule ne reçoit que quelques modifications d'ordre esthétique.

## Passat W8
Volkswagen, monte en gamme au début des années 2000. Ils sortent des déclinaisons haut de gamme de voitures tels que la Golf 4 R32, le Touareg V10 TDI, la Phaeton W12 et la Passat W8. Ils modifient deux VR6 afin de créer un moteur W12, décliné en W16 pour la Bugatti Veyron et plus tard la Chiron. En W12 qui se retrouvera chez Bentley (Continental GT) et Audi dans l'A8 W12. Ils le déclinent finalement en W8 qu'on retrouvera uniquement dans la Passat W8.
Le moteur W8 possède une cylindrée de 4 L (3 999 cm3) et développe 275 ch. Il est dépourvu de turbocompresseur. Il est accouplé à une boite de vitesses TipTronic à cinq rapports ou à une boite manuelle à six rapports. La finition W8 comprend le GPS, les sièges chauffants et le toit ouvrant solaire, permettant de faire fonctionner des petits ventilateurs à l'intérieur. La Passat W8 peut monter jusqu'à 250 km/h (limité électroniquement). Elle a également existé en break. Le moteur devait initialement se retrouver dans la Passat B6, la génération d'après.
Elle était proposée au prix de 50 080 € en berline boite manuelle et à 1000 € de plus avec la boite automatique TipTronic.
La Passat W8 est reconnaissable uniquement par quelques détails comme le badge W8 sur la calandre, la double sortie d'échappement ainsi que la discrète bande chromée sous les phares arrière.